# ライトノベルの漫画化作品一覧
『ライトノベルの漫画化作品一覧』（ライトノベルのまんがかさくひんいちらん）は、1970年代から2020年代前半までにライトノベル（少女小説やTRPGリプレイも含む）を漫画化した作品をレーベルごとに表として並べた一覧の一覧である。読み切りや単行本化の予定が無い短期終了作品は基本的に除くが、電子書籍単行本化されていたり（短話分冊販売は除く）、原作や画集に収録された作品は表で扱う。また、それ以外でも出典URLがあって閲覧に料金がかかる完結している作品に限りウェブトゥーンも記す（現在はまだ、未完のウェブトゥーンも載っているが、後に前述のとおりの記事の更新を後に行うこととする）。なお、本記事は各一覧の掲載における補足事項も記載している。

## 作品一覧
- ライトノベルの漫画化作品一覧 (1970年代 - 1990年代)
- ライトノベルの漫画化作品一覧 (2000年代)
- ライトノベルの漫画化作品一覧 (2010年代 前半)
- ライトノベルの漫画化作品一覧 (2010年代 後半)
- ライトノベルの漫画化作品一覧 (2020年代 前半)

## 凡例
原則として官能小説（ジュブナイルポルノ、ボーイズラブ小説、ティーンズラブ小説を含む）は除外する。
別に原作にあたる作品がアニメやゲームなどに存在したりするような別媒体のノベライズからの漫画は扱わない。純粋なライトノベルのみ扱っている。
ケータイ小説については携帯電話という小サイズの画面の電子端末での閲覧がメインの独自の文学として扱うことからライトノベルに含まない。PCでの閲覧を主とするオンライン小説で、携帯での閲覧も可能という作品の書籍化はこの限りではない。
オンライン小説の投稿作品を原作とする作品でその単行本化の前からコミカライズを連載していた場合、レーベル分けは原作の単行本化された時点でのものとするが、連載開始した時期まで遡って記載する。原作が書籍化されていない作品で、ライトノベルであると出典がある作品は原作の未書籍化の節にて扱う。
海外文学・名作文学・エッセイのコミカライズは記入しない。
イラストが表紙に使用されていても一般文芸の作品（ライト文芸を含む）の漫画化は、ライトノベル作家の経歴を持つ者の作品だとしても含まない。

## 掲載順
各一覧記事は年代ごとに分かれ、作品はレーベルの創刊順に発表された時系列で並べるものとする。以下の出典はライトノベルレーベルであることの出典である。
刊行されたレーベルおよび出版社・社内ブランド
- ソノラマ文庫[1]（1975年11月）
- 集英社コバルト文庫[1]（1976年5月）
- 講談社X文庫ティーンズハート[2]（1987年2月）
- 角川スニーカー文庫[3]（1987年10月）
- 富士見ファンタジア文庫[4]（1988年11月）
- ウィングス・ノヴェルス[5]（1990年12月）
- 講談社X文庫ホワイトハート[6]（1991年4月）
- ジャンプ ジェイ ブックス[7]（1993年3月）
- 電撃文庫[8]（1993年6月）
- C★NOVELSファンタジア[9]（1993年10月）
- ウィングス文庫[10]（1999年3月）
- ファミ通文庫[11]（1998年7月）
- スーパーダッシュ文庫[12]（2000年7月）
- 徳間デュアル文庫[13]（2000年8月）
- 富士見ミステリー文庫[14]（2000年11月）
- 角川ビーンズ文庫[15]（2001年10月）
- 電撃の単行本（2002年2月）
- MF文庫J[16]（2002年7月）
- ファウスト（2003年9月）
- マッグガーデンノベルス（2004年8月）
- メガミ文庫[17]（2004年12月）
- スクウェア・エニックス・ノベルズ（2005年3月）
- トクマ･ノベルズedge[18]（2005年4月）
- アルファポリス（単行本）[19]（2005年10月）
- GA文庫[20]（2006年1月）
- HJ文庫[21]（2006年7月）
- ビーズログ文庫[22]（2006年10月）
- 講談社BOX（2006年11月）
- もえぎ文庫ピュアリー[23]（2007年3月）
- フィリア文庫[24]（2007年3月）
- ガガガ文庫[25]（2007年5月）
- 一迅社文庫[26]（2008年5月）
- 一迅社文庫アイリス[26]（2008年7月）
- 朝日ノベルズ（2008年10月）
- ガンガンノベルズ[27]（2009年7月）
- このライトノベルがすごい!文庫[28]（2010年9月）
- レジーナブックス（2010年11月）
- エンターブレイン（単行本）[29]（2010年12月）
- 星海社FICTIONS[30]（2011年4月）
- KAエスマ文庫（2011年6月）[31]
- TOブックス（単行本）[32]（2011年9月）
- KCG文庫[33]（2011年10月）
- 講談社ラノベ文庫[34]（2011年12月）
- 創芸社クリア文庫[35]（2012年1月）
- ヒーロー文庫[36]（2012年9月）
- フリーダムノベル[37]（2013年2月）
- オーバーラップ文庫[38]（2013年4月）
- アリアンローズ[39]（2013年7月）
- MFブックス[40]（2013年8月）
- ぽにきゃんBOOKS[41]（2013年12月）
- FUJIMI SHOBO NOVELS（2014年3月）
- GCノベルズ[42]（2014年5月）
- モンスター文庫[43]（2014年7月）
- 宝島社（単行本）[44]（2014年9月）
- ダッシュエックス文庫[12]（2014年11月）
- HJノベルス[21]（2014年11月）
- アース・スターノベル[45]（2014年12月）
- Mノベルス[43]（2015年3月）
- PASH!ブックス[46]（2015年3月）
- ビーズログ文庫アリス[22]（2015年4月）
- オーバーラップノベルス[47]（2015年5月）
- サーガフォレスト[48]（2015年6月）
- コスミック文庫α[49]（2015年6月）
- カドカワBOOKS[50]（2015年10月）
- アイリスNEO[51]（2015年11月）
- NOVEL 0[52]（2016年2月）
- フェアリーキス ピュア（2016年3月）
- GAノベル[20]（2016年4月）
- 幻冬舎コミックス（単行本）（2016年6月）
- マッグガーデン・ノベルズ（2016年7月）
- モーニングスターブックス[53]（2016年8月）
- レッドライジングブックス[54]（2016年10月）
- Jノベルライト文庫（2016年11月）
- GL文庫[55]（2017年1月）
- ツギクルブックス[56]（2017年2月）
- ガガガブックス[56]（2017年5月）
- Kラノベブックス[56]（2017年6月）
- Dノベル[56]（2017年10月）
- UGnovels[57]（2017年11月）
- アマゾナイトノベルズ[58]（2018年1月）
- KADOKAWA（単行本）（2018年3月）
- L-エンタメ小説[59]（2018年3月）
- ブレイブ文庫[60]（2018年4月）
- 光文社ライトブックス[61]（2018年5月）
- レジェンドノベルス（2018年10月）
- BKブックス[62]（2018年11月）
- 電撃の新文芸[63]（2019年1月）
- ドラゴンノベルス[64]（2019年2月）
- アークライトノベルス（2019年5月）
- 一迅社ノベルス（2019年10月）
- Mノベルスf[65]（2019年11月）
- オーバーラップノベルスf[65]（2020年4月）
- ベリーズファンタジー（2020年6月）
- ジュエルブックス ピュアキス（2020年11月）
- SQEXノベル[66]（2021年1月）
- II V（2021年1月）
- Kラノベブックスf[65]（2021年4月）
- ノベリズム文庫（2021年4月）
- GCN文庫[67]（2021年10月）
- グラストNOVELS（2021年11月）
- アース・スター ルナ[45]（2022年6月）
- PASH!ブックスFiore（2022年7月）
- ムゲンライトノベルス[68]（2022年8月）
- Dノベルf（2022年9月）
- キネティックノベルス（2022年9月）
- DREノベルス[69]（2022年10月）
- NiμNOVELS（2022年11月）
- プティルブックス（2022年12月）
- PASH!文庫（2023年2月）
- ベリーズファンタジースイート（2023年4月）
- novel スピラ（2023年8月）
- ガガガブックスf（2024年1月）
- ハガネ文庫[70]（2024年5月）

補足
ハヤカワ文庫JA（1973年3月）、トクマ･ノベルズ（1974年8月）、カドカワノベルズ（1981年11月）、講談社ノベルス（1982年5月）のようなレーベルでは『ダーティペア』や『薬師寺涼子の怪奇事件簿』等、一部にライトノベルの定義に近い作品を出版しているが、専門レーベルではなくライトノベル系である出典もないため本一覧記事には非掲載にした。2000年頃より後に創刊されたスクウェア・エニックス・ノベルズ等のような（ライトノベル系である出典のない）レーベルについては、前述のレーベルとは違ってライトノベルという呼称が定着しだした後に立ち上げられたレーベルであるため暫定的に掲載することにする。また、角川系やアルファポリス等といった出版社により、レーベルからではなく単行本として発表された作品も掲載している。この他、ライトノベルであるという出典がある原作の方が未書籍化の作品も掲載している。

## 漫画化される作品の傾向
ライトノベルのメディアミックスでは、本編以外にも外伝やスピンオフが展開されることも多い。特に漫画化は、本編の漫画化に比べたら少なく見えるが、そういった派生作品が豊富であり、ひとつのコンテンツにつき何作もある場合がある。
漫画化された作品の掲載は紙媒体の漫画雑誌で行われるのが2000年代中頃までほとんどだったが、インターネット環境の普及・発展により徐々にWEB漫画として初出となる作品も増えていった。有料配信で連載される作品もないわけではないが、無料なサービスとして提供されている配信サイトが多数存在する。そういった無料の、特に読み放題のサービスは最終的にその作品を何らかのパッケージ化・商品化することで収益を出している。
原作自体もWEB上での小説投稿サイトを出自とするメディアミックスが目立ち始め、原作の書籍化前に漫画化される作品も（雑誌連載や他媒体先行など以前からまるっきりなかったわけではないが）更に生み出されていってる傾向にある。そのようにメディアミックスにあたって起点となる媒体に小説投稿サイトが加わり、更に多様になった。